# Skrebatno, Blagoevgrad
Skrebatno (în bulgară Скребатно) este un sat în comuna Gărmen, regiunea Blagoevgrad,  Bulgaria. 

## Demografie
Componența etnică a satului Skrebatno
     Bulgari (100%)
     Nicio identificare (0%)
     Altele (0%)
La recensământul din 2011, populația satului Skrebatno era de 297 locuitori. Din punct de vedere etnic, toți locuitorii erau bulgari.